# Mansoor Hekmat
Mansoor Hekmat (منصور حکمت), né Zhoobin Razani le 4 juin 1951 à Téhéran et mort le 4 juillet 2002 à Londres, est un théoricien marxiste iranien.

Il est en opposition à la politique du Shah et, après la Révolution iranienne de 1979 dirige le Parti communiste-ouvrier d'Iran (WPI), opposé à la République islamique d'Iran.
Il est l'époux de sa compatriote Azar Majedi.

## Biographie

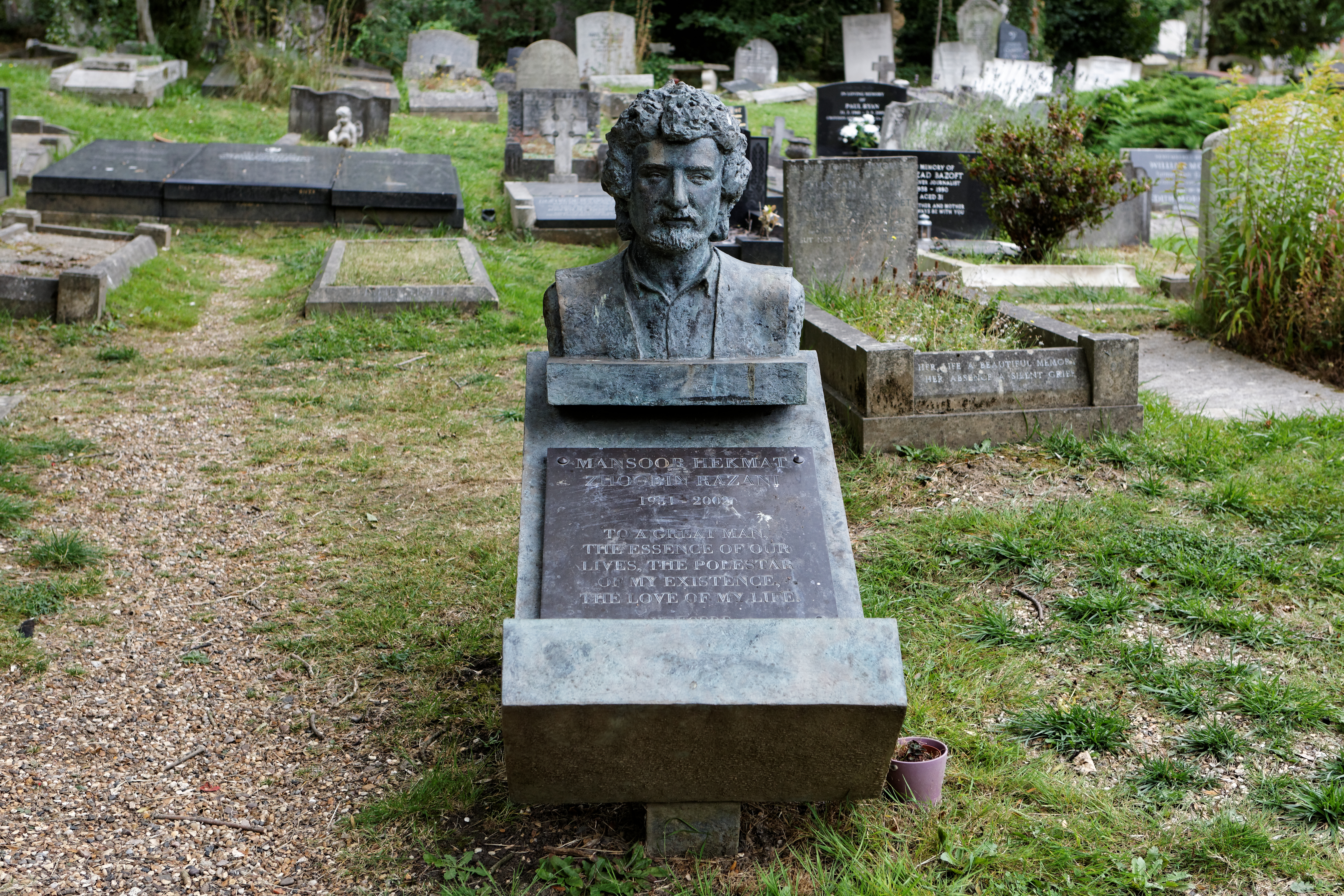
Tombe au cimetière de Highgate.

Né à Téhéran, son père est professeur d’économie à l’université et travaille pour le gouvernement, sa mère est enseignante et juriste. Il est diplômé en économie de l'Université de Chiraz. En 1973, il s’installe à Londres, où il découvre les idées marxistes et développe une critique des versions selon lui déformées du communisme telles le communisme russe, le communisme chinois, le mouvement de guérilla, la social-démocratie et le trotskysme.
De retour en Iran, il fonde l'Union des combattants communistes en 1978, puis prend part à la Révolution iranienne de 1979 marquée par la création de conseils ouvriers (shoras). Contrairement à la majeure partie de la gauche iranienne, il refuse de prêter allégeance à l'islamisme et au guide suprême Rouhollah Khomeini. L'union des combattants communistes, dont les idées ont un impact important sur la gauche radicale, qualifie la République islamique de bourgeoise et contre-révolutionnaire.
Mansoor Hekmat critique le « mythe d'une bourgeoisie nationale progressiste » comme celui d'une « petite bourgeoisie anti-impérialiste ». Il dénonce l'invasion de l'Iran par l'Irak comme contre-révolutionaire, mais refuse le nationalisme, considérant la guerre Iran-Irak en tant que telle comme  réactionnaire et inter-capitaliste.
Les vues d'Hekmat le mènent à chercher refuge au Kurdistan en 1981, où en raison de la répression, l'Union des militants communistes fusionne avec un groupe kurde ayant des racines maoïstes:  «Komala - ensemble». Komala est déjà une organisation soutenue massivement au Kurdistan, pilier de la résistance armée à la République islamique. Ensemble, ils fondent  le Parti communiste d'Iran (CPI) qui, contrairement à de nombreux autres Partis communistes, n'est pas aligné sur l'URSS. La nouvelle organisation dispose d'une véritable armée, qui tient tête au régime iranien et aux nationalistes. Dans leur « zone libérée », les droits des femmes sont respectés, ce qui leur vaut la haine des traditionalistes.
En 1991, cependant, en désaccord avec le nationalisme kurde, Hekmat et un groupe d'autres membres du quittent le Parti communiste iranien et fondent le Parti communiste-ouvrier d'Iran. En 1993, il aide également à créer le Parti communiste-ouvrier d'Irak. L'année suivante, en 1994, il rédige Un monde meilleur, programme du parti communiste-ouvrier.
En 2002, Mansoor Hekmat meurt d'un cancer à Londres, où il était exilé. Il est enterré dans le cimetière de Highgate, à quelques mètres de la tombe de Karl Marx. Après sa mort, le parti qu'il a contribué à fonder en Irak devient l'une des principales organisation de gauche dans ce pays.

## Pensée
Hekmat a soutenu le «retour à Marx», et la théorie selon laquelle la classe ouvrière ne doit compter que sur elle-même , faisant valoir qu'elle a été la seule classe à imposer des changements bénéfiques au XXe siècle. Il a ainsi dévelopé, dans le contexte iranien, une critique des syndicats et de leur direction (leur préférant l'organisation en conseils ouvriers et en assemblées générales,), comme des partis politiques alignés sur la défense d'un état.
Il était opposé au stalinisme et n’acceptait ni l'Union soviétique ni la République Populaire de Chine comme étant  des pays socialistes. Il considérait ces régimes comme des formes de nationalismes bourgeois et de capitalisme d'état, qui n'ont ni aboli le salariat et l'exploitation, ni communisé les moyens de production,. Il considère les concepts de classe et de lutte de classe comme centraux. Pour Mansoor Hekmat, le communisme n’est pas un mouvement d’idées, mais un mouvement social de classe bien défini. Pour cela, il insiste sur l'adjectif « ouvrier » en complément de « communisme », reprochant notamment au stalinisme de s'éloigner de la lutte de classe pour réduire la politique au développement des forces productives ou à la planification d’État,.
Quoique inspiré par le communisme des conseils, Mansoor Hekmat accordait une grande importance à l'organisation et à la propagande, d'où la formation d'un parti, considérant que « le communisme à la marge de la société, ce n'est pas le communisme ». Il souhaitait ainsi concilier la lutte pour d'authentiques réformes sociales, notamment pour les droits des femmes, et le combat révolutionnaire. Hekmat était philosophiquement opposé à l’avortement, défini dans le programme du Parti communiste ouvrier d'Iran comme le signe du « mépris inhérent de la vie humaine dans le système actuel et l'incompatibilité de la société de classes existante et des rapports d'exploitation avec la vie et le bien-être humain ». Cependant, Hekmat et son Parti se sont opposés aux restrictions du droit à l'avortement dans la République islamique, et se sont prononcés pour la légalisation d'un avortement libre et gratuit jusqu'à quatre mois, « aussi longtemps que les circonstances sociales défavorables conduisent un grand nombre de femmes à avoir recours à l'avortement clandestin »,.
En plus d'être laïc, Mansoor Hekmat était aussi antireligieux. Tout en affirmant respecter individuellement les croyants, il défendait la nécessité de mener une politique contre les religions. Il définissait la religion comme une industrie : « Il y a des propriétaires, il y a des gens qui en bénéficient, elle génère de la richesse matérielle et du pouvoir politique pour un certain spectre social et sert les intérêts d’une domination de classe politique. » Favorable à l'interdiction du voile pour les jeunes filles mineures, et faisant campagne sur ce sujet en Suède, son parti fut accusé par Rahe Kargar, mouvement communiste iranien, de défendre la répression contre les musulmans,.
Hekmat a aussi été critiqué dans certains milieux maoïstes pour ce qui était considéré comme des compromissions avec la pensée bourgeoise et pour sa supposée « soumission à l'impérialisme, et en particulier ceux des États-Unis et d'Angleterre », pour avoir préconisé, afin selon lui de permettre le progrès en s'alignant sur les pays les plus développés, l'adoption de l'alphabet latin, du calendrier occidental et de l'enseignement obligatoire de l'anglais à l'école. D'autres critiques maoïstes portent sur son soutien à la légalisation de la prostitution (pour permettre aux prostituées de s'organiser, tout en appelant à réprimer le proxénétisme et lutter contre les causes de la prostitution), ou son ignorance des penseurs orientaux du « matérialisme pré-bourgeois » (Avicenne et Averroès) comme de la dimension spécifique de l'islam chiite.

## Publications
- (en) avec F. Partow, What the formation of the Communist Party of Iran depends upon?: (a general outline), Unity of Communist Militants, Manchester, 1983, 17 p.
- (en) Freedom, equality, workers' government, Organization of supporters of CPI in U.S., [Place of publication not identified] , 1984, 7 p.
- (en) The International Situation and State of Communism, m-hekmat.com, décembre 1988
- (en) Our Differences. Interview about Worker-communism, m-hekmat.com, autumn 1989
- (sv) Kommunismens strider idag - utvecklingen i Östeuropa och framtidsutsikterna för arbetarsocialismen - marxism och världen idag, I.K.K., Skärholmen, 199-
- (en) End of the Cold War and Prospects for Worker-socialism, interview, marxists.org, octobre 1991
- Les caractéristiques fondamentales du communisme-ouvrier, marxists.org, 1992
- Un monde meilleur, le programme du Parti communiste-ouvrier, m-hekmat.com, 1994
- (en) Anonymous, Marxism and the world today: an interview with Mansoor Hekmat, worker-communist party, Iran, Spartacus Publication, Nagpur, 1993, 34 p.
- (en) Marxism and the world today, Worker-communist party of Iran, Toronto, 1995
- (de) Demokratie : Interpretationen und Realitäten, Arbeiterkommunistische Partei Iran, 1996
- (de) Herausforderungen an den Kommunismus heute, Arbeiterkommunistische Partei Iran, 1996
- (en) A better world : programme of the Worker-Communist Party, Worker-Communist Party of Iran, Stockholm, Sweden, 1997
- Parti et société, du groupe de pression au parti politique. Vingt ans de chemin, marxists.org, novembre 1998
- (en) avec Soraya Shahabi, Children First, International Campaign for Children’s Rights, marxists.org, 13 novembre 1999 (First published in Persian)
- (en)  Mansoor Hekmat: Selected works, Mansoor Hekmat Foundation, London, 2002, 419 p.